# Prunus jajarkotensis
Prunus jajarkotensis är en rosväxtart som beskrevs av Hiroshi Hara. Prunus jajarkotensis ingår i släktet prunusar, och familjen rosväxter. Inga underarter finns listade i Catalogue of Life.